# En smuk forbandelse
|  | Denne artikel er oprettet af botten Steenthbot ud fra en ekstern database. Den kan derfor have sproglige fejl eller mangler. Denne skabelon kan fjernes efter kontrol af indholdet. |

En smuk forbandelse (A Beautiful Curse) er en engelsksproget spillefilm fra 2021 skrevet og instrueret af Martin Garde Abildgaard.

## Medvirkende
- Iben Hjejle, Engel
- Mark Strepan, Samuel
- Ulrik Wivel, Engel
- Olivia Vinal, Stella